# Hans Kerschek
Hans Kerschek (* 27. November 1932 in Berlin; † 1995) war ein Autor und Ökonom in der DDR. Von 1964 bis 1970 war er mit der Schriftstellerin Brigitte Reimann verheiratet. Hans Kerschek war inoffizieller Mitarbeiter der DDR-Staatssicherheit mit dem Decknamen Ewald.

## Leben und Wirken
Hans Kerschek war der Sohn eines Elektromonteurs und einer Schneiderin und wuchs in Berlin in einem Arbeiterviertel zwischen Görlitzer Bahnhof und Osthafen auf. Er war der jüngere Bruder von Dieter Kerschek, der von 1972 bis 1989 Chefredakteur der Berliner Zeitung war.
Sein Philosophiestudium konnte er nicht zu Ende bringen. Kurz vor dem Examen wurde er zu einer Gefängnisstrafe verurteilt, die er im Haftarbeitslager Schwarze Pumpe verbüßte. Er selber ließ danach gelegentlich durchblicken, dass es um ein politisches Vergehen gegangen sei. Erst Jahre später erfuhr sein Freundeskreis, dass der Grund der Freiheitsstrafe eine kriminelle Sache, eine Unterschlagung war. Nach der Entlassung aus dem Haftlager und der Arbeit auf einer Maschinen-Traktoren-Station (MTS) war er Anfang der sechziger Jahre als LKW- und Planierraupenfahrer des Bau- und Montagekombinats (BMK) Hoyerswerda beim Aufbau des VEB Kombinat Schwarze Pumpe tätig, in dem er Mitglied im Zirkel Schreibender Arbeiter war. Konstituiert hatte sich diese Arbeitsgemeinschaft, der auch der junge Volker Braun angehörte, unter der Leitung der damals miteinander verheirateten Schriftsteller Brigitte Reimann und Siegfried Pitschmann im Februar 1960.
Im Januar 1961 begann Brigitte Reimann eine Liebesaffäre mit Hans Kerschek, dem sie in ihren Tagebüchern den Namen Jon gab und der in ihrem Roman Franziska Linkerhand in der Gestalt des Ben bzw. Wolfgang Trojanowicz eine Schlüsselrolle spielt. Die entstandene Dreiecksbeziehung, die Siegfried Pitschmann nicht lange verborgen blieb, wurde bald zu einer großen Belastung für alle Beteiligten. Im Juni 1962 ließ sich Hans Kerschek von seiner ersten Frau scheiden; Brigitte Reimann musste im Scheidungsprozess aussagen. Zwei Jahre später, im Oktober 1964, wurde Brigitte Reimann von Siegfried Pitschmann geschieden und heiratete einen Monat später – genau an seinem Geburtstag, dem 27. November 1964, ihren Jon, der damit ihr dritter Ehemann wurde.
Als Brigitte Reimann im November 1968 von Hoyerswerda nach Neubrandenburg zog, blieb Hans Kerschek in Boxberg wohnen, wo er 1967 zum stellvertretenden Leiter der Gruppe Planung und Bilanzierung beruflich aufgestiegen war. Seinen eigentlich geplanten Nachzug nach Neubrandenburg, wo sich Brigitte Reimann mit großer Energie dafür einsetzte, dass er eine eigene Wohnung erhalten sollte, verzögerte sich aus den verschiedensten Gründen. Nach fünf Ehejahren, als Brigitte Reimann erfuhr und von Hans Kerschek bestätigt bekam, dass seine Sekretärin, die Ökonomin D. (* 1944) und spätere dritte Ehefrau Kerscheks, ein Kind von ihm erwartete, trennten sich Reimann und Kerschek. Am 1. Juni 1970 erfolgte in Hoyerswerda die Scheidung, der Brigitte Reimann aus gesundheitlichen Gründen fernbleiben musste. Das erste Kind von Kerschek und seiner Frau bekam den Namen Benjamin, worüber Brigitte Reimann ihren Hoyerswerdaern Freunden, Helene und Martin Schmidt in einem Brief vom 30. Juni 1970 ihr Befremden mitteilte: Fand ich geschmacklos. Meinen Ben! Mein Geschöpf!
Hans Kerscheks Verpflichtungserklärung als GI (Geheimer Informator), später IM Ewald (= Vorname seines Vaters (1903–1974)) ist auf den 2. Oktober 1968 datiert, als er bereits vier Jahre mit Brigitte Reimann verheiratet war. Für Pitschmanns nahe liegende Vermutung, Kerschek sei als IM zur Zerstörung seiner Ehe mit Brigitte Reimann eingesetzt worden, hat sich in den Akten des Ministeriums für Staatssicherheit (MfS) kein Hinweis finden lassen. Auch für eine explizit auf Brigitte Reimann abzielende konspirative Bearbeitung, wie sie im Film Hunger auf Leben für die Figur des Jon fiktional behauptet wird, finden sich in den Unterlagen der BStU zu Hans Kerschek keine Hinweise. Kerschek berichtete über die Arbeitsgemeinschaft Junger Autoren und das ihm bekannte Künstler-Umfeld im Bezirk Cottbus, darunter auch über den mit Brigitte Reimann befreundeten Maler Dieter Dressler. Kerscheks inoffizielle Berichtstätigkeit endete 1974, danach nutzte man seinen Briefkasten noch als Deckadresse. Als seine beiden Kinder größer geworden waren und den Briefkasten selber öffneten, wurde auch diese Form der Zusammenarbeit zwischen MfS und Hans Kerschek 1979 eingestellt. Zu den inoffiziellen Mitarbeitern der Stasi, die gezielte Aufträge mit Bezug auf Brigitte Reimann erhielten und ausführlich darüber berichteten, gehörten die Schriftsteller Tom Crepon alias IM Klaus Richter, Franz Freitag alias IM Hugo, Joachim Wohlgemuth alias IM Paul Fiedler und der Literaturkritiker Günter Ebert alias IM Neupeter.

## Veröffentlichungen
- Sieben Scheffel Salz, Veranstaltungsbericht zur Vorführung des Hörspiels von Brigitte Reimann und Siegfried Pitschmann, unter Anwesenheit von Chefdramaturg Gerhard Rentzsch, Regisseur Theodor Popp und Schauspieler Erich Franz am 24. November 1960 im Kombinat Schwarze Pumpe, in: Sozialistische Zukunft vom 30. November 1960, Seite 4
- Im Schritt unserer Zeit, Herausgeber/Redaktion zusammen mit Brigitte Reimann und Siegfried Pitschmann, Zirkel schreibender Arbeiter im Kombinat Schwarze Pumpe 1961, darin auch Hans Kerscheks Erzählung Bewährung, Seite 15–27
- Kennenlernen bei Meter 58 (Erzählung) in: Neue Deutsche Literatur (1962, Nr. 4), Seite 106–126
- Die Wolken sind weitergezogen (Erzählung) in: Neue Texte – Almanach für deutsche Literatur Band 2, Aufbau-Verlag Berlin 1962, Seite 61–99
- ...kein Engel, kein Teufel – ein Mensch; Buchbesprechung Ole Bienkopp von Erwin Strittmatter, Lausitzer Rundschau vom 28. Dezember 1963
- Zwischenspiel mit Werner Holt, Buchbesprechung Die Abenteuer des Werner Holt von Dieter Noll, Lausitzer Rundschau vom 1. Februar 1964
- Auf der Messe – auszugsweiser Vorabdruck der Erzählung Valentin Grapp kommt aus dem Urlaub, Lausitzer Rundschau vom 7. März 1964
- Besuch auf dem Büchermarkt, Lausitzer Rundschau vom 21. März 1964
- Valentin Grapp kommt aus dem Urlaub (Erzählung) in: Neue Texte – Almanach für deutsche Literatur Band 3, Aufbau-Verlag Berlin 1963, Seite 56–118
- Hoyerswerda und die Aufgabe der Architekten, Deutsche Architektur No. 4, 1964, Seite 219–220
- Es sollten nur drei Tage sein, Kinderhörspiel nach Alexander Rekemtschuk, Dramaturgie: Horst Buerschaper, mit Jutta Wachowiak, Wolfgang Ostberg, Kurt Böwe u. a., Regie: Wolf-Dieter Panse, Rundfunk der DDR 1965